# Sphingomima manyara
Sphingomima manyara là một loài bướm đêm trong họ Geometridae.